# Мінімізація булевих функцій
Мінімізація булевих функцій — спрощення булевих виразів. Оскільки логічні функції реалізують за допомогою певного набору пристроїв, то, спрощуючи вираз, зменшуємо кількість елементів.

## Способи мінімізації булевих функцій
- метод Блейка-Порецького;
- метод Нельсона;
- метод Дужкових форм;
- метод карт Карно.

### Метод Блейка-Порецького
Метод дозволяє отримувати скорочену ДНФ булевої функції f з її довільної ДНФ. Базується на застосуванні методу загального склеювання
Ax v Bẍ = Ax v Bẍ v AB, правильність якого легко доводиться: Ax = Ax v ABx; Bẍ = Bẍ v ABẍ.
З цього слідує: Ах v Вẍ = Ах v АВх v Вẍ v АВẍ = Ах V Вẍ V АВ.
В основу методу покладено наступне твердження: якщо в випадковій ДНФ булевій функції f зробити всі можливі узагальнені склеювання, а потім виконати всі поглинання, то в результаті вийде скорочена ДНФ функція f.
Приклад: Булева функція f задана випадковою ДНФ: f = ẍ1ẍ2 v x1ẍ2ẍ3 v x1x2. Знайти методом Блейка — Порецкого скорочену ДНФ функції f. Проводимо узагальнені склеювання. Легко бачити, що перший і другий елемент заданої ДНФ допускають узагальнене склеювання по змінній х1. В результаті склеювання маємо:
ẍ1ẍ2 v x1ẍ2ẍ3 = ẍ1ẍ2 v x1ẍ2ẍ3 v ẍ2ẍ3
Перший і третій елемент вихідної ДНФ допускають узагальнене склеювання як по змінній х1, так і по х2. Після склеювання по x1 маємо:
ẍ1ẍ2 v x1x2 = ẍ1ẍ2 v x1x2 v ẍ2x2 = ẍ1ẍ2 v x1x2
Після склеювання по x2 маємо:
ẍ1ẍ2 v x1x2 = ẍ1ẍ2 v x1x2 v ẍ1x1 = ẍ1ẍ2 v x1x2
Другий і третій елемент ДНФ допускають узагальнене склеювання по змінній х2 . Після склеювання отримуємо:
x1ẍ2ẍ3 v x1x2 = x1ẍ2ẍ3 v x1x2 v x1x3
Виконавши останнє узагальнене склеювання, приходимо до ДНФ:
f = ẍ1ẍ2 v x1ẍ2ẍ3 v ẍ2ẍ3 v x1x2 v x1ẍ3
Після виконання поглинань отримуємо:
f = ẍ1ẍ2 v ẍ2ẍ3 v x1x2 v x1ẍ3
Спроби подальшого застосування операції узагальненого склеювання і поглинання не дають результату. Отже, отримана скорочена ДНФ функції f. Далі завдання пошуку мінімальної ДНФ вирішується за допомогою імплікаційної матриці точно так само, як у методі Квайна.

### Метод Нельсона
Метод дозволяє отримати скорочену ДНФ булевої функції f з її випадкової КНФ. Якщо у довільній КНФ булевої функції розкрити всі дужки і провести всі поглинання, то в результаті буде отримана скорочена ДНФ булевої функції.
Приклад:
f = (x1 v ẍ2)(ẍ1 v x3)(x1 v x2 v ẍ3)
f = (x1x3 v ẍ1ẍ2 v ẍ2x3)((x1 v x2 v ẍ3))
Знайдемо скорочену ДНФ
f = x1x3 v x1x2x3 v ẍ1ẍ2ẍ3 v x1ẍ2x3
Зробимо поглинання
f = x1x3 v ẍ1ẍ2ẍ3
```
і виходить скорочена ДНФ.
```